# Ordem Militar de Cristo
A Ordem Militar de Cristo é uma ordem honorífica portuguesa que herdou o nome da extinta Ordem de Cristo (1834), e que é concedida por destacados serviços prestados no exercício das funções em cargos de soberania ou Administração Pública, e na magistratura e diplomacia, que mereçam ser especialmente distinguidos.
O Grão-Mestre da Ordem é, tal como nas demais Ordens Honoríficas Portuguesas, por inerência o Presidente da República, cargo exercido desde 2016 pelo Presidente Marcelo Rebelo de Sousa.

## História
A Ordem Militar de Cristo foi fundada pelo Rei D. Dinis I de Portugal em 14 de Março de 1319. Tem como motto In Hoc Signo Vinces (com este sinal vencerás).

## Insígnias
São insígnias da Ordem Militar de Cristo a banda, a fita, a placa e a medalha. São ainda insígnias da Ordem a miniatura e a roseta.

### Distintivo

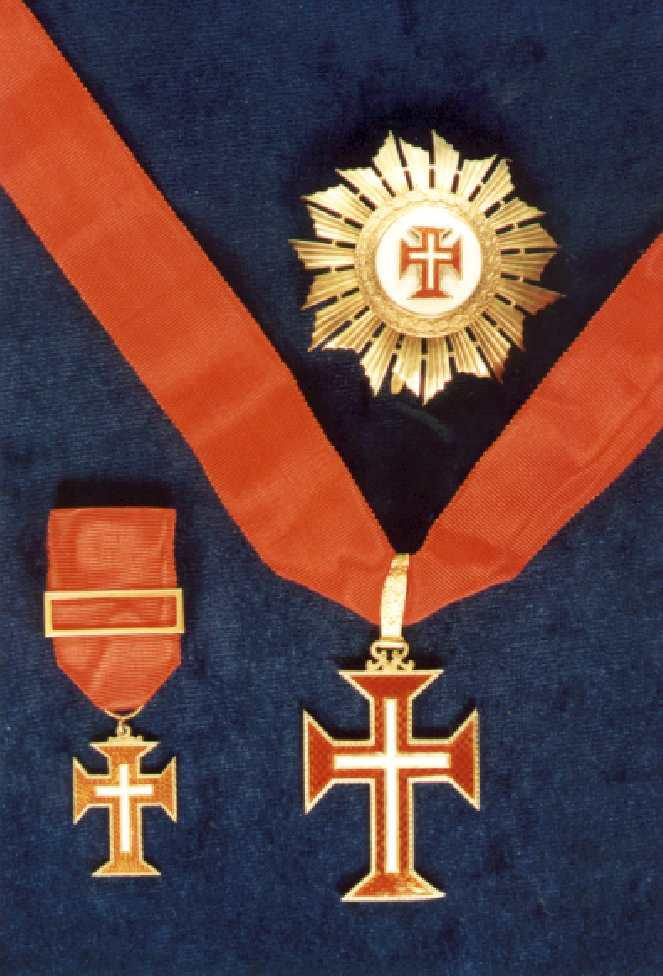
Insígnias da Ordem Militar de Cristo.

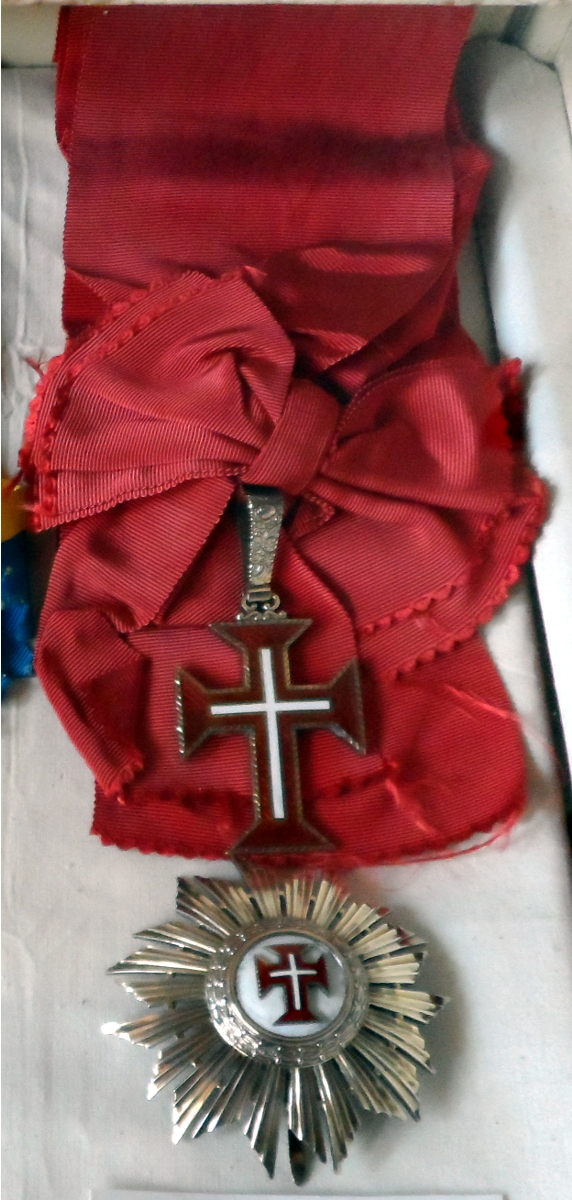
Insígnias de Grã-Cruz (banda e placa).

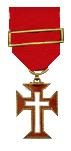
Insígnia do grau de Cavaleiro (medalha).

O distintivo da Ordem Militar de Cristo é uma cruz latina, pátea, de esmalte vermelho, perfilada de ouro, carregada de uma cruz latina de esmalte branco.
A cor da Ordem é o vermelho.

### Banda
A banda, reservada ao grau de Grã-Cruz, é de seda vermelha, posta a tiracolo da direita para a esquerda, tendo pendente sobre o laço o distintivo.

### Fita
Os Grandes-Oficiais e Comendadores usam o distintivo da Ordem suspenso de fita de seda vermelha pendente do pescoço.

### Placa
Aos graus de Grã-Cruz e Grande-Oficial cabe uma placa de ouro esmaltado, formada em raios e tendo ao centro um círculo de esmalte branco carregado da cruz da Ordem, perfilado de ouro e circundado de um festão de louro de ouro.
Aos Comendadores é outorgada uma placa de prata esmaltada, no restante idêntica às dos graus superiores.

### Medalha
Os Oficiais e Cavaleiros usam uma medalha com o distintivo suspenso de fita de seda vermelha, com fivela dourada. No caso dos Oficiais dispõe de uma roseta da cor da fita sobre a fivela.
As senhoras agraciadas usam laço em vez de medalha. O laço dispõe de roseta no nó para o grau de Oficial, sendo simples para as Damas.

### Miniatura e roseta
São ainda insígnias da Ordem a miniatura e a roseta.
A miniatura, idêntica para todos os graus, consta do distintivo em miniatura suspenso de uma pequena fita de seda vermelha.
A roseta, da cor da Ordem, tem as seguintes diferenças: roseta com galão de ouro para Grã-Cruz, roseta com galão de ouro e prata para Grande-Oficial, roseta com galão de prata para Comendador, roseta singela para Oficial e fita sem roseta para Cavaleiro e Dama.

## Graus
O Presidente da República é, por inerência, Grão-Mestre de todas as ordens honoríficas portuguesas.
Tal como nas restantes ordens honoríficas portuguesas, a Ordem Militar de Cristo tem duas categorias de membros: titulares e honorários. São titulares os cidadãos portugueses agraciados com a Ordem, sendo honorários os cidadãos estrangeiros e as instituições e localidades nacionais ou estrangeiras condecoradas.
A Ordem inclui seis graus, em ordem decrescente de preeminência:
- Grande-Colar (GColC)
- Grã-Cruz (GCC)
- Grande-Oficial (GOC)
- Comendador (ComC)
- Oficial (OC)
- Cavaleiro (CvC) / Dama (DmC)

Tal como outras ordens portuguesas, o título de Membro-Honorário (MHC) pode ser atribuído a instituições e localidades. Pelo Decreto-Lei n.º 55/2021, de 29 de junho, foi introduzido o grau de Grande-Colar (GColC).
Para além dos cidadãos nacionais também os cidadãos estrangeiros podem ser agraciados com esta Ordem.

## Conselho
Como Chanceler do Conselho das Antigas Ordens Militares, que inclui a Ordem Militar da Torre e Espada, foi nomeado em 2016 o antigo Presidente da Assembleia da República Jaime Gama, tendo sido reconduzido em 2021. Jaime Gama sucedeu ao General Vasco Rocha Vieira, que exerceu as funções de Chanceler de 2006 a 2016.

## Grande-Colar
O Grande-Colar é o mais alto grau da Ordem Militar da Cristo. É usado pelo Presidente da República enquanto Grão-Mestre da Ordem. Destina-se a ser outorgado a Chefes de Estado ou a personalidades excepcionalmente equiparadas a este estatuto.

### Grão-Mestre
- Marcelo Rebelo de Sousa, Presidente da República (2022)

### Grandes-Colares Honorários (presentes)
- Grão-Duque Henrique do Luxemburgo (2022)
- Reis Guilherme Alexandre e Máxima dos Países Baixos (2024)

## Membros Titulares e Honorários
| Categorias da Wikipédia                       | Artigos |
| --------------------------------------------- | ------- |
| Grandes-Colares da Ordem Militar de Cristo    | 3       |
| Grã-Cruzes da Ordem Militar de Cristo         | 451     |
| Grandes-Oficiais da Ordem Militar de Cristo   | 112     |
| Comendadores da Ordem Militar de Cristo       | 175     |
| Oficiais da Ordem Militar de Cristo           | 82      |
| Cavaleiros da Ordem Militar de Cristo         | 58      |
| Membros-Honorários da Ordem Militar de Cristo | 28      |
| Total de artigos                              | 906     |

Entre 1919 e 2017, foram registados quase 7400 membros nesta Ordem. Entre os 3511 membros de nacionalidade portuguesa há 475 Grã-Cruzes, 316 Grandes-Oficiais, 921 Comendadores, 898 Oficiais e 875 Cavaleiros ou Damas, para além de 26 entidades como Membros-Honorários.
Entre os 3883 agraciados estrangeiros encontramos 877 Grã-Cruzes, 507 Grandes-Oficiais, 1043 Comendadores, 824 Oficiais e 632 Cavaleiros ou Damas, para além de 2 entidades como Membros-Honorários.